# Luis Alberto Hernando Cuadrado
Luis Alberto Hernando Cuadrado (Mejorada, Toledo, 1949) es un filólogo español, catedrático de Lengua Española en la Universidad Complutense de Madrid.

## Biografía
Estudió Filosofía y Letras (sección de Filología Hispánica, subsección de Lingüística Hispánica) en la Universidad Complutense de Madrid, por la que obtuvo los grados de licenciado (1973), con una tesina sobre «El habla de Segurilla» dirigida por el catedrático y académico de la Española Alonso Zamora Vicente, y de doctor (1977), con la tesis «La lengua coloquial en La Catira» dirigida por el también catedrático y académico de la Española Manuel Alvar.
Durante la carrera había tenido otros dos maestros, Rafael Lapesa y Julio Fernández-Sevilla, que contribuyeron asimismo en gran medida a su formación. Por otro lado, para ampliar la perspectiva filológica, cursó además Filosofía y Letras (sección de Filología Hispánica, subsección de Literatura Hispánica) en la misma Universidad Complutense de Madrid y obtuvo el grado de licenciado (1973). 
En el ejercicio de la profesión como catedrático de Universidad de Lengua Española en el Departamento de Lengua Española y Teoría de la Literatura, Facultad de Filología, Universidad Complutense de Madrid, como docente imparte diversas materias del área de Lengua Española, y en su faceta de investigador las principales líneas que sigue giran en torno al análisis del discurso, la gramática, la lingüística sincrónica, la historia de la lengua española y la dialectología.
El 1 de octubre de 2020, a propuesta del Consejo de Gobierno (oídos el Consejo de Departamento de Lengua Española y Teoría de la Literatura, y la Junta de Facultad de Filología), fue nombrado Profesor Emérito de la Universidad Complutense de Madrid.

## Obra
Es autor de libros como Camilo José Cela y el lenguaje popular venezolano (1983), El lenguaje de la publicidad (1984), El español coloquial en «El Jarama» (1988), Lengua y estilo en «La Catira» (1989), La estructura oracional en español (1990), La oración gramatical (1992), Aspectos gramaticales del español hablado (1994), Introducción a la teoría y estructura del lenguaje (1995), El discurso periodístico (2000), El lenguaje jurídico (2003), La poesía de Octavio Uña (2005), Gramática del adverbio en español (2006), Los «Acta diurna» y el registro periodístico (2007), El refrán como unidad lingüística del discurso repetido (2010), Refranes y dichos populares toledanos (Aproximación a la «Paremiología» de Juan Moraleda y Esteban) (2011) o El español hablado en Segurilla a mediados del siglo XX (2021).
Entre sus artículos publicados en revistas científicas se encuentran «La teoría gramatical del Brocense» (1997), «La parasíntesis en español» (1999), «Sobre el funcionamiento de como en español» (2002), «El orden de palabras en español» (2005), «Lengua y estilo de El Jarama» (2005), «El problema del adverbio como parte de la oración» (2006), «Aspectos teóricos de los modelos fonológicos» (2007), «Nebrija y la Etimología» (2008), «La subordinación oracional en una gramática española del siglo XX construida según el modelo de la latina y griega» (2012), «La gramática en las Etymologiae de San Isidoro» (2013), «Acento prosódico y acentuación gráfica en español» (2015), «Presente y pasado del español en Argentina» (2016) o «Filosofía, escritura y oralidad en Otra realidad (2015), de Agapito Maestre» (2018).
Es coautor con Alberto Hernando García-Cervigón de las obras Lengua y comunicación en el discurso periodístico de divulgación científica y tecnológica (2006), Curso de Lengua Española (2011) y Periodismo científico y lenguaje (2012), así como de la Didáctica de la Lengua y la Literatura (2003) coordinada por Antonio Mendoza Fillola. Coordinador del volumen colectivo Lengua y discurso (2015), en el que contribuyó además con el prólogo y el trabajo «El registro coloquial en la obra literaria», y coeditor con Jesús Sánchez Lobato de la monografía La configuración lingüístico-discursiva en el periodismo científico (2017), para la que redactó asimismo el prólogo y el capítulo «Del registro científico al discurso periodístico de información y divulgación de la ciencia».
De su participación en congresos internacionales cabe citar, entre otros, los trabajos «Gramática y sociolingüística del voseo» (1991), «Sobre la expresión de la impersonalidad en español» (1994), «Fonética, fonología y etimología. A propósito de las primeras reformas ortográficas de la Real Academia Española (1726-1815)» (1998), «Discurso y elipsis» (2000), «Sobre la naturaleza léxico-gramatical del participio» (2001), «Sobre la categoría gramatical de aspecto» (2004), «La creación neológica y las nuevas tecnologías» (2006) o «El Quijote y la traducción» (2017).

## Distinciones
Es miembro correspondiente de la Real Academia de Bellas Artes y Ciencias Históricas de Toledo.